# John Wall
Johnathan Hildred Wall Jr. ( Raleigh, Sjeverna Karolina, SAD, 6. rujna 1990.) je američki košarkaš koji nastupa za NBA momčad Washington Wizards. Na NBA Draftu 2010. izabran je kao prvi pick drafta. Prije ulaska u NBA nastupao je za srednjoškolske momčadi Garner Magnet High School i Word of God Christian Academy te za sveučilište Kentucky.

## Djetinjstvo
John Wall je sin Frances Pulley i Johna Carrolla Walla Sr. koji je većinu sinovljeva djetinjstva proveo u zatvoru zbog oružane pljačke. Kada je Johnathan imao devet godina njegov otac je otpušten iz zatvora ali je nakon mjesec dana, 24. kolovoza 1999. umro od raka na jetri u dobi od 52. godine. Zbog toga je majka Frances morala raditi više poslova kako bi mogla odgojiti Johna, njegovu sestru Cierru i polusestru Tonyju.
John Wall je tada igrao košarku u momčadi D-One Sports unutar Amaterske atletske unije.

## Srednjoškolska karijera
Wall je prve dvije srednjoškolske sezone odigrao za momčad škole Garner Magnet High School iz mjesta Garner u Sjevernoj Karolini. Nakon što se obitelj preselila u Raleigh igrač je igrao za školu Needham B. Broughton High School (ponovivši drugu sezonu). Unatoč impresivnim igrama tijekom probnog razdoblja, Wall nije prihvaćen te je transferiran u momčad srednje škole Word of God Christian Academy, također u Raleighu.
U ljeto 2007. nakon druge srednjoškolske sezone, John Wall je pozvan na Reebok All-American Camp u Philadelphiji. U tom kampu igrač je na utakmici protiv momčadi za koju je igrao Brandon Jennings postigao 28 koševa.
2008. Wall je nastupio na turniru Elite 24 Hoops Classic gdje je postigao 10 koševa a zanimljivo je spomenuti da su osim njega naslov MVP igrača ponijeli i Dominic Cheek, Maalik Wayns te Lance Stephenson.
Tijekom pet godina igranja u srednjoškolskom prvenstvu Wall je ostvario prosjek od 19,7 poena, 9 asistencija te više od 8 skokova (u momčadi Word of God Christian Academy) te je rangiran kao jedan od najboljih srednjoškolskih igrača svoje klase. John Wall je svoju momčad vodio na državno 1A prvenstvo gdje su rezultatom 56:53 poraženi od škole United Faith Christian Academy. Wall je na toj utakmici postigao 11 koševa.
2009. igrač je u Portlandu nastupio na turniru Nike Hoop Summit gdje je postigao 13 koševa te ostvario 11 asistencija i 5 krađa. Također, Wall je iste godine odabran da sudjeluje na turniru Jordan Brand Classic u Madison Square Gardenu gdje je ostvario 6 asistencija.

## Sveučilišna karijera
Budući da je Wall pet godina igrao za srednjoškolske momčadi te je 2009. imao 19 godina, neki izvori su spominjali da bi se igrač mogao prijaviti na NBA Draft. Naime, prema pravilim lige svatko s 19 godina tko je uklonjen iz svoje srednjoškolske momčadi može biti prijavljen na draft.
Unatoč svemu, John Wall je u travnju 2009. izjavio da se te godine neće prijaviti na draft. Igrača su u svojim redovima htjela sveučilišta Kentucky, Duke, Georgia Tech i Kansas. Wall je 19. svibnja 2009. odabrao sveučilište Kentucky.
U svojem sveučilišnom debiju protiv sveučilišta Miami, Wall je postigao pobjednički koš pola sekunde prije kraja. Na toj utakmici je postigao 19 koševa, 5 asistencija, 2 skoka i 3 ukradene lopte.
Johnathan Wall je u svojoj jednoj sveučilišnoj sezoni ukupno odigrao 37 utakmica (starter u svima) te je ostvario prosjek od 16,6 koševa, 6,5 asistencija, 4,3 skoka za prosječno 34,8 minuta u igri.
Nakon završetka prve godine sveučilišta, John Wall se odlučio prijaviti na NBA draft gdje ga je kao 1. pick odabrala momčad Washington Wizardsa.

## NBA karijera

### Washington Wizards
7. travnja 2010. John Wall je najavio da neće odigrati preostale tri sveučilišne sezone te da će se prijaviti na NBA Draft 2010. gdje se očekivalo da će biti prvi pick Washington Wizardsa. 3. svibnja 2010. Wall je potpisao s agentom Danom Feganom ugovor o zastupanju.
Dne 23. lipnja 2010. Reebok je s igračem potpisao ugovor prema kojem će Wall biti zaštitno lice njihovih posljednjih košarkaških tenisica ZigTech Slash. Dan nakon toga uslijedio je draft na kojem je John Wall postao prvi pick Washington Wizardsa. Washingtonski gradonačelnik Adrian Fenty je 25. lipnja 2010. proglasio Danom Johna Walla te je igraču darovao ploču s tim "proglasom" prilikom interviewa u klupskim prostorijama.

#### 2010-2011 (Rookie sezona)
Tijekom NBA ljetne lige u Las Vegasu 2010. Wall je proglašen najistaknutijim igračem turnira s prosjekom od 23,5 koševa, 7,8 asistencija, 4 skoka i 2,5 krađe u 32,3 minute provedene u igri. Igrač je svoj debi u NBA ligi imao u 83:112 porazu protiv Orlando Magica. Na toj utakmici je ostvario 14 koševa, 9 asistencija i 3 krađe. U svojoj trećoj utakmici za washingtonsku momčad (prvu utakmicu na domaćem terenu) ostvario je ligaški rekord od 9 krađa te postao drugi igrač u povijesti NBA-a koji je postigao devet ili više krađa u nekoj od prve tri utakmice.
10. studenoga Wall je ostvario prvi triple-double u karijeri s 19 koševa, 10 skokova i 13 asistencija zajedno sa 6 ukradenih lopti i samo jednom izgubljenom. Time je nakon Magica Johnsona postao drugi igrač u povijesti lige koji je ostvario triple-double tijekom prvih šest utakmica u NBA-u. John Wall je treći najmlađi igrač koji je ostvario triple-double u povijesti NBA prvenstva.

## Vanjske poveznice
- Profil igrača na NBA.com

| Prethodnik:   | Prvi izbor NBA drafta NBA draft 2010. | Nasljednik:  |
| Blake Griffin | Prvi izbor NBA drafta NBA draft 2010. | Kyrie Irving |